# آرثر لازاروس جونيور
آرثر لازاروس جونيور (بالإنجليزية: Arthur Lazarus, Jr.)‏ هو محامي أمريكي، ولد في 30 أغسطس 1926 في بروكلين في الولايات المتحدة، وتوفي في 27 يوليو 2019.